# Vasile Breban
Vasile Breban  (n. 23 noiembrie 1907, Hereclean, comitatul Sălaj – d. 15 martie 2003, Cluj) a fost un lingvist și lexicograf român.

## Biografie
A fost licențiat al Facultății de Litere și Filosofie a Universității din Cluj (1933). Devine profesor în învățământul liceal, apoi asistent la Conservatorul de Muzică din Cluj (1950-1952). Din 1949 și până la sfârșitul vieții a fost cercetător științific la Institutul de Lingvistică și Istorie Literară „Sextil Pușcariu” din Cluj, fiind șeful sectorului de lexicologie-lexicografie română. A avut numeroase contribuții în domeniul lexicografiei, prin elaborarea și redactarea unor diverse dicționare explicative sau cu profil enciclopedic. A fost redactor și revizor al  Dicționarului limbii române literare (vol. I-IV, 1955-1957) și redactor responsabil al volumelor VII (partea a II-a) și IX din Dicționarul limbii române (DLR). A colaborat la Dicționarul enciclopedic român (vol. I-IV, 1962-1966), Micul dicționar enciclopedic (1972), precum și la alte dicționare ale limbii române sau bilingve.

## Lucrări publicate (ca autor unic)
- Dicționar al  limbii române contemporane, București, Editura Științifică și Enciclopedică, 1980.
- Dicționar al  limbii române contemporane de uz curent, București, Editura Științifică și Enciclopedică, 1986.
- Dicționar general al  limbii române, București, Editura Științifică și Enciclopedică, 1987; ediție revăzută și adăugită, vol. I-II, București, Editura Enciclopedică, 1992; 1995.
- Mic dicționar al  limbii române, București, Editura Enciclopedică, 1997.

1. ↑  Autoritatea BnF, accesat în 10 octombrie 2015
2. ↑  CONOR.SI[*] Verificați valoarea |titlelink= (ajutor)